# Phoradendron luisense
Phoradendron luisense är en sandelträdsväxtart som beskrevs av C.T. Rizzini. Phoradendron luisense ingår i släktet Phoradendron och familjen sandelträdsväxter. Utöver nominatformen finns också underarten P. l. retusum.